# Spilosoma dornesi
Spilosoma dornesi là một loài bướm đêm thuộc phân họ Arctiinae, họ Erebidae.